# مجلس الوزراء الكويتي 1996
مجلس الوزراء الكويتي 1996 أو الحكومة الكويتية السابعة عشر أو حكومة سعد العبد الله الثامنة هي الوزارة رقم 17 في تاريخ دولة الكويت منذ الاستقلال عام 1961، تشكّلت في تاريخ 15 أكتوبر 1996، برئاسة ولي العهد الكويتي - آنذاك - الشيخ سعد العبد الله السالم الصباح، واستمرت حتى 16 مارس 1998.

## التشكيلة الوزارية
- رئيس الوزراء: سعد العبد الله السالم الصباح
- نائب أول لرئيس مجلس الوزراء ووزير الخارجية: صباح الأحمد الجابر الصباح
- نائب رئيس مجلس الوزراء ووزير الدفاع: سالم صباح السالم الصباح
- وزير المالية: ناصر عبد الله الروضان
- وزير الشؤون الاجتماعية والعمل: أحمد خالد الكليب
- وزير الصحة: أنور عبد الله النوري (استقالة) / عادل خالد صبيح الصبيح
- وزير التجارة والصناعة: جاسم عبد الله المضف
- وزير الكهرباء والماء ووزير المواصلات: جاسم محمد العون
- وزير الإعلام: سعود الناصر الصباح
- وزير الدولة لشؤون مجلس الوزراء: عبد العزيز دخيل الدخيل
- وزير الأشغال العامة ووزير الدولة لشؤون الإسكان: عبد الله راشد الهاجري
- وزير التربية ووزير التعليم العالي: عبد الله يوسف الغنيم
- وزير التخطيط ووزير الدولة لشؤون التنمية الإدارية: علي فهد الزميع
- وزير النفط: عيسى محمد المزيدي
- وزير الداخلية: محمد الخالد الحمد الصباح
- وزير العدل ووزير الأوقاف والشؤون الأسلامية: محمد ضيف الله شرار